# HD 1605
HD 1605 — одиночная звезда в созвездии Андромеды на расстоянии приблизительно 290 световых лет (около 89 парсек) от Солнца. Видимая звёздная величина звезды — +7,52m. Возраст звезды определён как около 4,59 млрд лет.
Вокруг звезды обращается, как минимум, две планеты.

## Характеристики
HD 1605 — оранжевый субгигант спектрального класса K1IV, или G0. Масса — около 1,635 солнечной, радиус — около 4,097 солнечного, светимость — около 8,323 солнечной. Эффективная температура — около 4906 K.

## Планетная система
В 2015 году группой астрономов у звезды обнаружены планеты HD 1605 b и HD 1605 c.
В 2019 году учёными, анализирующими данные проектов HIPPARCOS и Gaia, у звезды обнаружена планета HIP 1640 d.